# Cuscuta tasmanica
Cuscuta tasmanica är en vindeväxtart som beskrevs av Georg George Engelmann. Cuscuta tasmanica ingår i släktet snärjor, och familjen vindeväxter. Inga underarter finns listade i Catalogue of Life.